# Latonia nigriventer
Latonia nigriventer és una espècie d'amfibi anur de la família Alytidae, en perill crític d'extinció, que viu al llac Huleh d'Israel i, possiblement també a Síria.